# Gialós
Gialós är en ort i Grekland.   Den ligger i prefekturen Nomós Chaniás och regionen Kreta, i den södra delen av landet, 300 km söder om huvudstaden Aten. Gialós ligger 44 meter över havet och antalet invånare är 873.
Terrängen runt Gialós är kuperad. Havet är nära Gialós åt sydväst.  Närmaste större samhälle är Paleochora, 4,5 km öster om Gialós. 